# Allylstellung
| (Blauer Pfeil zeigt auf die Allylstellung) |
| ------------------------------------------ |
| Propen                                     |
| 1-Penten                                   |
| 3,3-Dimethylcyclohexen                     |
| 3,3,6-Trimethylcyclohexen                  |

Als Allylstellung, auch Allylposition, bezeichnet man in der organischen Chemie ein Kohlenstoffatom in einem ungesättigten Molekül, mit einer besonderen chemischen Reaktivität. An das betreffende Kohlenstoffatom in der Allylstellung ist mindestens ein Wasserstoffatom gebunden, zugleich ist dieses Kohlenstoffatom direkt einer C=C-Doppelbindung benachbart. Dieses Wasserstoffatom ist leicht substituierbar, z. B. durch ein Bromatom bei der radikalischen Bromierung von Alkenen mit NBS. Diese Reaktion ist als Wohl-Ziegler-Reaktion bekannt. Bruttoreaktion am Beispiel des Cyclohexens:
Die Reaktion kann entweder mit Hilfe eines Radikalstarters oder durch UV-Strahlung eingeleitet werden. Beim Einwirken von Selendioxid auf Alkene werden diese in Allylstellung selektiv zu den entsprechen Alkoholen oxidiert. Die Treibs-Reaktion ist ein weiteres Beispiel für eine gezielt in Allylstellung ablaufende Reaktion eines Alkens.

## Verwandte Stellungsbezeichnungen
Die besondere Reaktivität in einer Benzylposition ähnelt jener in Allylstellung, ein bekanntes Beispiel ist die SSS-Regel. Die Homoallyl-Stellung wird nach dem gleichen Ansatz bezeichnet wie die Allylstellung, hier liegt aber zwischen dem betrachteten Kohlenstoffatom und der Doppelbindung eine zusätzliche CH2-Gruppe.